# 鑿壁上網
鑿壁上網計畫（Hole-in-the-Wall）是一個1999年起源於印度的教育計畫，內容是在貧民區的一個公共區域設立「學習站」：在一面牆壁上嵌入一台連上網際網路的電腦。學習站無條件提供兒童與其他大眾使用。目標是在遊樂場之中加入合作學習方式，以及鼓勵兒童探索、學習以及享受電腦。

## 理念
鑿壁上網計畫的中心理念是所謂「最少侵略性教育」（Minimally Invasive Education）：由學習環境激發數群兒童適當的學習動機，依靠最少量或完全不靠老師的干預。鑿壁上網的學習站希望與正規學校提供的傳統電腦化學習課程互補，在高度自然環境中促進兒童合作學習以及主動學習。另一方面，鑿壁上網也希望以具成本效益的方式引介開發中國家的社區使用電腦。

## 設計與使用情形
學習站是一台嵌入戶外牆壁，連上網際網路的電腦。電腦的高度是針對兒童站立的高度。電腦軟體，電腦週邊器材，外殼都經過強化來減低天候與人為的損害與竊盜。電腦上並且裝有遠端監控系統，回報使用情形給計畫人研究與網路內容審查。
戶外環境對學習站電腦的影響很大。溫度可高達攝氏45度。電腦都設定在太熱或溼度太濕時自動關機，也裝有電源管理系統對應鄉村電力不穩的情形。兒童也不會溫柔對待電腦。兒童會捶鍵盤，拉滑鼠，還會用石頭刮。所以鼠標是用按鍵式滑鼠控制。而且兒童常會開太多視窗造成當機，所以計畫人員加入一個utility程式，限制只能開五個視窗。
學習站多半設置在兒童遊樂場所，沒有指導者或管理員。相較於學校課程，「上機」的時間，時間長度與方式都較不受限制。在學與不在學的兒童都能使用學習站（特別是女童往往不被送去上學）。兒童的團體活動情形是學習站的重點。計畫人員說雖然一開始會出現混亂情況，但每個學習站最後都會形成組織，像是輪流使用，互相教學合作等等。
電腦會回報使用情形給計畫人員，其中包括兒童瀏覽的網頁。兒童最常看電影與運動網頁。少數年紀較大的還學會了網路約會，計畫人員則會阻擋這種行為，極端情形是封鎖某些網站。
批評者則說錢不如花在乾淨用水與保健項目。

## 研究
鑿壁上網計畫不但提供設備，也進行多種質性與量化研究。包括日記研究，訪問，問卷調查，統計成績資料等等。
根據計畫網站公佈的資料，研究顯示：
- 社區相信學習站對兒童有好影響
- 初等學校從學習站收穫不少
- 使用學習站的兒童學習表現進步
- 使用學習站的兒童學業成績進步
- 使用學習站的兒童對電腦的實用技巧與理論都勝過未使用學習站的兒童

## 歷史
鑿壁上網的構想由印度電腦訓練公司NIIT的Sugata Mitra提出，於1999年開始實驗。一開始是在新德里的一家NIIT分公司的牆壁上鑿洞，裝置一台電腦，免費提供隔壁的貧民區居民使用。2001年，NIIT公司與世界銀行聯合投資成立鑿壁上網教育公司（Hole-in-the-Wall Education Ltd），希望擴大實驗規模，開始研究以證實計畫的功效以及改良計畫。2004年，鑿壁上網計畫也延伸到柬埔寨。目前印度各地鄉村共有四十多個學習站。